# Kansas City Chiefs 1995
La stagione 1995 dei Kansas City Chiefs è stata la 26ª nella National Football League e la 36ª complessiva. Guidata dal quarterback Steve Bono, che sostituì il ritirato Joe Montana, la squadra terminò con un record di 13-3, vincendo la AFC West division. Tuttavia perse a sorpresa per 10-7 nel divisional round dei playoff contro gli Indianapolis Colts a causa di tre field goal cruciali sbagliati dal placekicker Lin Elliott.

## Roster
| Roster dei Kansas City Chiefs nel 1995 |
| --- |
| Quarterback - 13 Steve Bono - 12 Rich Gannon Running Back - 32 Marcus Allen - 38 Kimble Anders - 30 Donnell Bennett FB - 29 Greg Hill - 49 Tony Richardson FB - 31 Leroy Thompson Wide Receiver - 84 Willie Davis - 80 Lake Dawson - 83 Danan Hughes - 81 Chris Penn - 85 Webster Slaughter - 87 Tamarick Vanover Tight End - 89 Keith Cash - 82 Derrick Walker Offensive Linemen - 76 John Alt T - 69 Jeff Criswell T - 61 Tim Grunhard C - 74 Trezelle Jenkins T - 68 Will Shields G - 66 Ricky Siglar T - 79 Dave Szott G - 73 Joe Valerio C - 72 Danny Villa T Defensive Linemen - 99 Vaughn Booker DE - 77 Pellom McDaniels DE - 92 Darren Mickell NT - 75 Joe Phillips NT - 97 Dan Saleaumua NT - 90 Neil Smith DE Linebacker - 50 Anthony Davis - 57 George Jamison OLB - 51 Greg Manusky MLB - 52 Tracy Rogers ILB - 54 Tracy Simien ILB - 58 Derrick Thomas OLB Defensive Back - 44 Darren Anderson - 21 Martin Bayless SS - 34 Dale Carter CB - 25 Mark Collins CB - 40 James Hasty CB - 25 Doug Terry SS - 35 William White CB Special Team - 5 Louie Aguiar P - 2 Lin Elliott K |
| Legenda - I rookie sono in corsivo. - Il primo ruolo è il principale mentre gli eventuali successivi indicano i ruoli secondari. - (IR) sta per Injured Reserve ed indica la lista ristretta per un solo giocatore infortunato che può tornare ad allenarsi dopo la settimana 6 e a rientrare in prima squadra dopo che questa ha giocato 8 partite. - (NF-Inj.) / (NF-Ill.) stanno rispettivamente per Non-Football Injured e Non-Football Illness ed indicano le liste dove viene inserito un giocatore che ha un infortunio o una malattia non dipendente dal football americano. - (PUP) sta per Physically Unable to Perform ed indica la lista dove viene inserito un giocatore mentre è in attesa di recuperare la condizione fisica. Nella stagione regolare dopo la sesta partita giocata dalla propria squadra, il giocatore ha tempo tre settimane per riprendere ad allenarsi, più tre settimane aggiuntive dal suo rientro agli allenamenti per rientrare in prima squadra. |

## Calendario
| Stagione regolare |                    |                       |                    |                    |                    |
| Turno             | Data               | Avversario            | Risultato          | Pubblico           | TV ora             |
| 1                 | 3 settembre 1995   | at Seattle Seahawks   | V 34–10            | 47,564             | NBC 3:00pm CST     |
| 2                 | 10 settembre 1995  | New York Giants       | V 20–17 (DTS)      | 77,962             | FOX 12:00pm CST    |
| 3                 | 17 settembre 1995  | Oakland Raiders       | V 23–17 (DTS)      | 78,696             | NBC 12:00pm CST    |
| 4                 | 24 settembre 1995  | at Cleveland Browns   | S 35–17            | 74,280             | NBC 3:00pm CST     |
| 5                 | 1º ottobre 1995    | at Arizona Cardinals  | V 24–3             | 50,211             | NBC 3:00pm CST     |
| 6                 | 9 ottobre 1995     | San Diego Chargers    | V 29–23 (DTS)      | 79,288             | ABC 8:00pm CST     |
| 7                 | 15 ottobre 1995    | New England Patriots  | V 31–26            | 77,992             | NBC 12:00pm CST    |
| 8                 | 22 ottobre 1995    | at Denver Broncos     | V 21–7             | 71,044             | NBC 3:00pm CST     |
| 9                 | Settimana di pausa | Settimana di pausa    | Settimana di pausa | Settimana di pausa | Settimana di pausa |
| 10                | 5 novembre 1995    | Washington Redskins   | V 24–3             | 77,821             | FOX 12:00pm CST    |
| 11                | 12 novembre 1995   | at San Diego Chargers | V 22–7             | 59,285             | NBC 3:00pm CST     |
| 12                | 19 novembre 1995   | Houston Oilers        | V 20–13            | 77,576             | ESPN 7:00pm CST    |
| 13                | 23 novembre 1995   | at Dallas Cowboys     | S 24–12            | 64,901             | NBC 3:00pm CST     |
| 14                | 3 novembre 1995    | at Oakland Raiders    | V 29–23            | 53,930             | NBC 3:00pm CST     |
| 15                | 11 dicembre 1995   | at Miami Dolphins     | S 13–6             | 70,321             | ABC 8:00pm CST     |
| 16                | 17 dicembre 1995   | Denver Broncos        | V 20–17            | 75,061             | NBC 3:00pm CST     |
| 17                | 24 dicembre 1995   | Seattle Seahawks      | V 26–3             | 75,784             | NBC 12:00pm CST    |

### Playoff
| Playoff    |                |                    |           |          |
| Turno      | Data           | Avversario         | Risultato | Pubblico |
| Divisional | 7 gennaio 1996 | Indianapolis Colts | S 10–7    | 77,594   |

## Classifiche
| AFC West               |    |   |   |      |     |     |     |
|                        | V  | S | P | %    | PF  | PS  | STR |
| (1) Kansas City Chiefs | 13 | 3 | 0 | .813 | 358 | 241 | V2  |
| (4) San Diego Chargers | 9  | 7 | 0 | .563 | 321 | 323 | V5  |
| Seattle Seahawks       | 8  | 8 | 0 | .500 | 363 | 366 | S1  |
| Denver Broncos         | 8  | 8 | 0 | .500 | 388 | 345 | V1  |
| Oakland Raiders        | 8  | 8 | 0 | .500 | 348 | 332 | S6  |